# Eustrotia albisigna
Eustrotia albisigna là một loài bướm đêm trong họ Noctuidae.